# グレアム・キング
グレアム・キング（Graham King、1961年12月19日 - ）は、イギリス出身の映画製作者。

## 略歴
1995年に自身が設立した制作会社のイニシャル・エンタテイメント・グループで会長兼CEOを務める。過去には、20世紀フォックスなどに勤めていた。
2000年以降から製作者として映画のクレジットに名を連ねるようになる。それ以降のマーティン・スコセッシの監督作品の製作には『シャッター アイランド』以外すべて関わっており、第79回アカデミー賞では『ディパーテッド』の製作者として作品賞を受賞した。

## 主な作品
製作
- アビエイター The Aviator（2004）
- ディパーテッド The Departed（2006）
- ブラッド・ダイヤモンド Blood Diamond（2006）
- NEXT -ネクスト- Next（2007）
- ヴィクトリア女王 世紀の愛 The Young Victoria（2009）
- 復讐捜査線 Edge of Darkness（2010）
- ザ・タウン The Town（2010）
- ツーリスト The Tourist（2010）
- ランゴ Rango（2011）
- ラム・ダイアリー The Rum Diary（2011）
- ヒューゴの不思議な発明 Hugo（2011）
- 最愛の大地 In the Land of Blood and Honey（2011）
- ダーク・シャドウ Dark Shadows（2012）
- ジャージー・ボーイズ Jersey Boys（2014）
- フィフス・ウェイブ The Fifth Wave（2016）
- マリアンヌ Allied（2016）
- トゥームレイダー ファースト・ミッション Tomb Raider（2018）
- ボヘミアン・ラプソディ Bohemian Rhapsody（2018）
- 消えない罪 The Unforgivable（2021）
- Michael（2026）

製作総指揮
- トラフィック Traffic（2000）
- ALI アリ Ali（2001）
- イノセント・ボーイズ The Dangerous Lives of Altar Boys（2002）
- ギャング・オブ・ニューヨーク Gangs of New York（2002）
- アルゴ Argo（2012）
- ワールド・ウォーZ World War Z（2013）

共同製作
- Dr.Tと女たち Dr T and the Women（2000）